# テレビ図書館
『テレビ図書館』（テレビとしょかん）は、1957年9月16日から1959年2月27日までNHKテレビジョン → NHK総合テレビジョンで、1959年1月16日から1962年3月15日までNHK教育テレビジョンで放送されていた小学校中学年向けの学校放送（教科：国語）である。
世界各地の様々な物語と伝記をドラマ・人形劇・影絵劇で紹介していた。途中、1年間の放送休止期間あり。

## 放送時間
いずれも日本標準時。

### 不定期番組時代
| 期間                          | 放送時間                                                    |
| ----------------------------- | ----------------------------------------------------------- |
| 1957年9月16日 - 1958年3月10日 | 月曜日 11:30 - 11:50 『くふうとかんさつ』と一週交替で放送。 |
| 1958年4月25日 - 1959年2月27日 | 金曜日 11:35 - 11:55 『かんさつノート』と一週交替で放送。   |

### レギュラー番組時代
| 期間                          | 放送時間                                                       |
| ----------------------------- | -------------------------------------------------------------- |
| 1960年4月8日 - 1961年3月17日  | 金曜日 10:40 - 11:00                                           |
| 1961年4月13日 - 1962年3月15日 | 木曜日 10:00 - 10:20 1962年3月22日の再放送もこの時間帯で実施。 |

## 放送リスト

### 1957年度
- 良寛物語（1957年9月16日）
- 虎のつぐない（1957年9月30日）
- 和井内貞行（1957年10月14日）
- ごんぎつね（1957年10月28日）
- 思い出じいさん（1957年11月11日）
- 日本の子供の作品（1957年11月25日）
- 世界の子供の作品（1957年12月9日）
- たきび（1958年1月13日）
- 雪わたり（1958年1月27日）
- みがわりになったかんのんさま（1958年2月10日）
- 春 自由詩の鑑賞（1958年2月24日）
- 北と南の子どもたち（1958年3月10日）

### 1958年度
- 泣いた赤鬼（1958年4月25日）[1]
- ジャックと豆の木（1958年5月9日）[1]
- 三つのねがい（1958年6月6日）[1]
- 欲ばリメッキ屋（1958年6月20日）
- くもの糸（1958年7月4日）
- 銀の燭台（1958年9月5日）[1]
- 秋 子供の作品から（1958年9月12日）[1]
- わらしべ長者（1958年9月26日）[1]
- 柿の木のある家（1958年10月10日）[1]
- 不思義な笛吹き（1958年10月24日）[1]
- いなむらの火（1958年11月7日）[1]
- かえるのラジオ（1958年11月21日）
- 子ども風土記 緒方風土記から（1958年12月5日）[1]
- 裸の王様（1959年1月16日）[1]
- 水仙月の四日（1959年1月30日）[1]
- 魔法の梨の木（1959年2月13日）
- 彦市とんちばなし（1959年2月27日）

### 1960年度
- 予告（1960年4月8日）
- 三人兄弟（1960年4月15日）
- ろばの耳の王様（1960年4月22日）
- 飛び倉（1960年5月6日）
- 母 児童作文より（1960年5月13日）
- 野口英世（1960年5月20日）
- ごんぎつね（1960年5月27日）
- ラバカンと王子（1960年6月3日）
- 泣いた赤鬼（1960年6月10日）
- 百合若大臣 1 （1960年6月17日）
- 百合若大臣 2 （1960年6月24日）
- 梨売り仙人（1960年7月1日）
- ジャックと豆の木（1960年7月8日）
- 空をとんだケイタ（1960年7月15日）
- ひらけ、としょかん（1960年9月2日）
- とらちゃんの日記（1960年9月9日）
- わらしべ長者（1960年9月16日）
- どんぐりと山ねこ（1960年9月30日）
- アリババと40人の盗賊 1 （1960年10月7日）
- アリババと40人の盗賊 2 （1960年10月14日）
- 赤いろうそくと人魚（1960年10月21日）
- 三太とたぬきの皮（1960年10月28日）
- ナイチンゲール（1960年11月4日）
- 銀貨（1960年11月11日）
- ソリマンのお姫さま（1960年11月18日）
- 海彦山彦（1960年11月25日）
- ガリバー旅行記 1 （1960年12月2日）
- ガリバー旅行記 2 （1960年12月9日）
- ふきの下の神様（1960年12月16日）
- 北風のくれたテーブルかけ（1960年12月23日）
- アルのつくったげんとうき（1961年1月13日）
- 南極の日の丸 白瀬探検隊（1961年1月20日）
- ヘンゼルとグレーテル（1961年1月27日）
- 働くお父さん 児童作文集から（1961年2月3日）
- エジソンの少年時代（1961年2月10日）
- 八犬伝物語（1961年2月17日）
- イワンの馬鹿（1961年2月24日）
- ワラ人形（1961年3月3日）
- ぼくのアメリカ日記（1961年3月10日）
- 青空クラス（1961年3月17日）

### 1961年度
- 王子さまは本がきらい（1961年4月13日）
- ふしぎなたいこ（1961年4月20日）
- かしこい少年（1961年4月27日）
- おやゆび姫（1961年5月4日）[2]
- 月夜のまほう（1961年5月11日）[2]
- コロンブスの冒険（1961年5月18日）[2]
- きこりとその妹（1961年5月25日）[2]
- 長靴をはいた猫（1961年6月1日）[2]
- おねえさんといっしょ（1961年6月8日）[2]
- はだかの王様（1961年6月15日）[2]
- 豊田佐吉（1961年6月22日）[2]
- 漁師と金の魚の話（1961年6月29日）
- 港についた黒ん坊（1961年7月6日）[2]
- 火の鳥（1961年7月13日）[2]
- 三人バナナ（1961年7月20日）
- ぼくの宝島（1961年9月7日）
- かぐや姫（1961年9月14日）[2]
- せむしの小馬（1961年9月21日）[2]
- 日吉丸（1961年9月28日）[2]
- ロビンソンクルーソー 1 （1961年10月5日）
- ロビンソンクルーソー 2 （1961年10月12日）
- セロひきのゴーシュ（1961年10月19日）[2]
- うさぎのラバット（1961年10月26日）
- たからじま 1 （1961年11月2日）[2]
- たからじま 2 （1961年11月9日）[2]
- むくどりのゆめ（1961年11月16日）
- 雪舟とねずみ（1961年11月30日）[2]
- ドリトル先生（1961年12月7日）
- テレビとぼく（1961年12月14日）[2]
- マッチ売りの少女（1961年12月21日）[2]
- かがみの中の世界（1962年1月11日）
- つるのおんがえし（1962年1月18日）[2]
- せんにんになりそこねた男（1962年1月25日）[2]
- ホラふきだんしゃくのぼうけん（1962年2月1日）[2]
- やまたのおろち（1962年2月8日）[2]
- おおかみタブウ（1962年2月15日）
- ファーブル（1962年2月22日）[2]
- かえる（1962年3月1日）
- アラジンとふしぎなランプ（1962年3月8日）[2]
- 杜子春（1962年3月15日）[2]